# Prínia pitnegra
La prínia pitnegra (Prinia flavicans) és una espècie d'ocell passeriforme del gènere prinia que pertany a la família Cisticolidae pròpia de l'Àfrica austral.

## Descripció

### Aparença
La prínia pitnegra és un petit tallarol de cua llarga, les mides del cos oscil·len entre 13 i 15 centímetres. Són d'un color marró daurat pàl·lid a la cara dorsal i durant l'època no reproductiva tenen un plomatge dorsal groc pàl·lid. En el seu plomatge altern (època de reproducció), desenvolupen una banda pectoral negra i les seves parts inferiors es tornen blanques o grogues mantegoses.

### Veu
La prínia pitnegra fan una crida forta i repetida de "xip-xip-xip" així com una seqüència de sons "zrrrt-zrrrt-zrrrt".

## Distribució i hàbitat
Es troba a Angola, Botswana, Lesotho, Namíbia, Sud-àfrica, Zàmbia i Zimbàbue.
L'hàbitat natural són les sabanes seques.
Aquesta espècie és gairebé endèmica del cinturó d'espines del sud d'Àfrica. La prínia pitnegra és més abundant a la conca del Kalahari, on les densitats mitjanes són de 0,7 ha per individu. Experimenten tres estacions diferents dins del rang de clima subtropical:
- Setembre - Octubre: primavera molt calorosa i seca
- Novembre - maig: estiu calorós i humit
- Juny - Agost: hivern fred i sec (Herremans).

Juntament amb els hàbitats d'Acàcia, la vegetació d'Olea-Buddleia (dins del Cymbopogon-Themeda "grassveld") és important en els hàbits de nidificació i alimentació de la prínia pitnegra.

## Comportament

### Alimentació
Com altres Prinia, els insectes constitueixen la majoria de la dieta de la prínia pitnegra En un estudi realitzat per Grzegorz Kopij l'any 2005, es va trobar que els petits escarabats representaven un terç de la dieta d'aquesta espècie. Les larves d'escarabats i corcs així com les mosques adultes, comprenien gran part del contingut estomacal dels ocells en l'estudi de Kopij. La matèria vegetal com les llavors, les fulles i les baies també són una part no menyspreable de la dieta d'aquesta espècie. També s'han observat individus sondejant flors d'Aloe marlothii sense obrir a Sud-àfrica durant la temporada d'hivern.

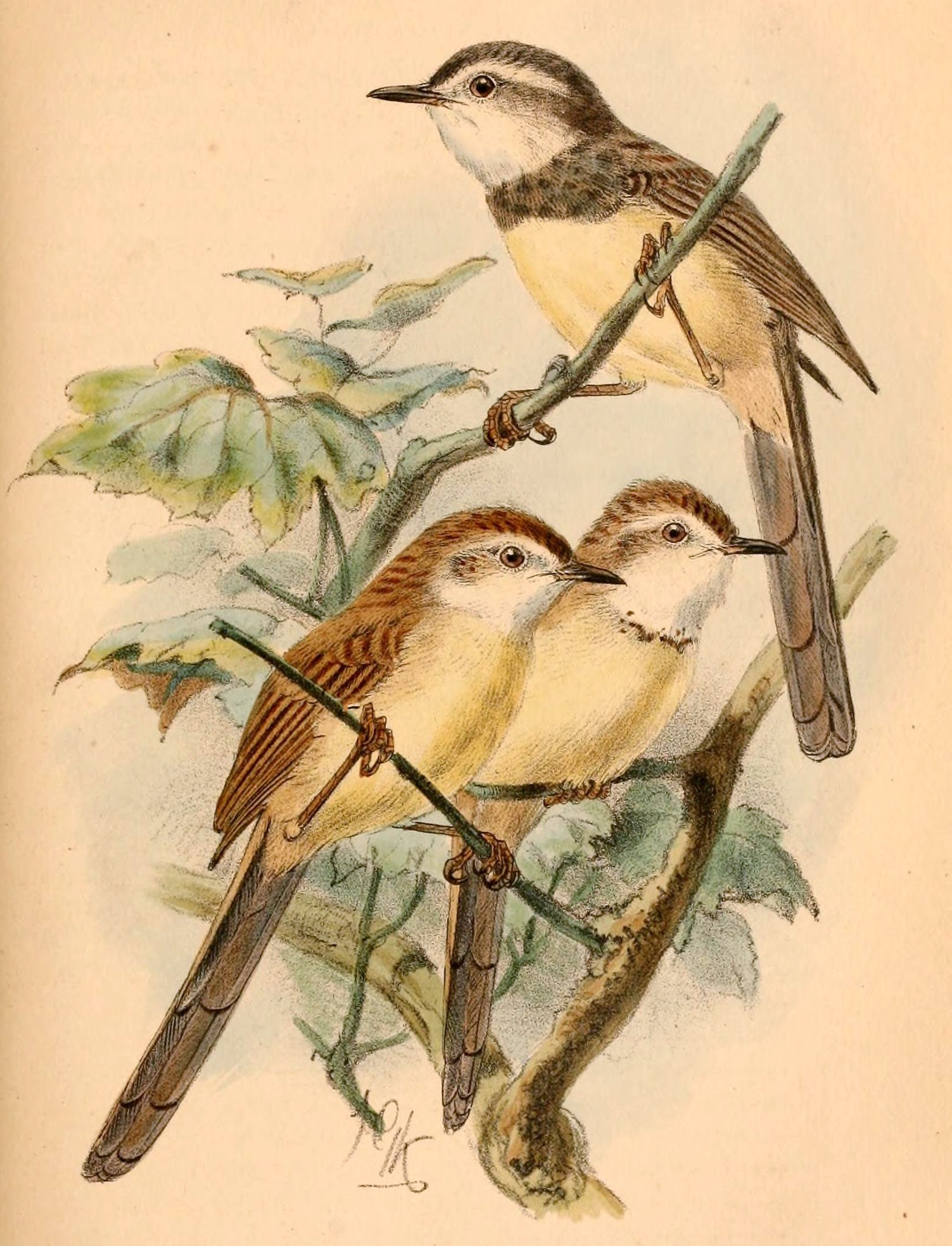
Prinia flavicans, dibuix de John Gerrard Keulemans (1884)

### Cria
La prínia pitnegra sol reproduir-se durant l'estiu però el comportament reproductiu pot ser erràtic a causa de la dependència de les pluges. Els individus poden aprofitar les pluges no estacionals durant la temporada no reproductiva i reproduir-se durant l'hivern.
Se sap que aquesta espècie és parasitada per la vídua cucut (Anomalospiza imberbis). S'ha trobat que per posta, un o dos pollets paràsits són criats per hostes parentals de prínia pitnegra als hàbitats d'Acàcia prop de les praderies.

### Desplaçament
Encara que no es creu que la prínia pitnegra siguin migratòries, hi ha proves que poden ser nòmades localment. Herremans va trobar que la prínia pitnegra ampliaven la zonat durant les sequeres severes, convertint-se en una mica nòmades per adaptar-se a condicions ambientals difícils.
G. Kopij va notar una disminució estacional de les poblacions locals als inselbergs.

### Muda
La prínia pitnegra té una muda bianual completa el que significa que pateixen una muda completa (incloent les plomes de vol) dues vegades a l'any. La muda de primavera d'aquesta espècie (setembre-novembre) és curta, d'aproximadament 10 setmanes. La muda de tardor (febrer-juny, amb el 95% dels adults mudant a l'abril) és més llarga, d'aproximadament 15 setmanes. Una muda bianual completa com aquesta és força rara en els passeriformes. El camí evolutiu dels ocells amb cicles bianuals complets no s'entén bé, tot i que Beltran et al. va trobar que els ocells que segueixen aquesta estratègia de muda, experimenten una estricta estacionalitat en els recursos alimentaris, danys al tegument, requisits d'aïllament i requisits de camuflatge.
La muda d'aquesta espècie mostra un patró consistent depenent de l'estació, però la naturalesa erràtica de la seva temporada de reproducció provoca una superposició ocasional dels cicles de reproducció i muda. Quan la muda s'encavalca amb la reproducció a la tardor, les prinies de pit negre muden en el seu plomatge alternatiu (amb la banda del pit negre) encara que s'acosten a l'època de no reproducció.

## Subespècies
Es reconeixen cinc subespècies:
- Prinia flavicans ansorgei localitzada a la costa d'Angola i Namíbia (des del desert de Namíbia a Walbis Bay);
- Prinia flavicans bihe des de les terres altes d'Angola fins a Zàmbia;
- Prinia flavicans flavicans Namibia a Botswana i al nord-oest de la província del Cap;
- Prinia flavicans nubilosa de l'est de Botswana al sud-oest de Zàmbia, sud-oest de Zimbabue i Transvaal
- Prinia flavicans ortleppi del sud-oest de Transvaal a l'oest de l'Estat Lliure d'Orange i al nord-est de la Província del Cap.